# Ajo, Arizona
Ajo, Arizona (енгл. Ajo) насељено је место без административног статуса у америчкој савезној држави Аризона.

## Демографија
По попису из 2010. године број становника је 3.304, што је 401 (-10,8%) становника мање него 2000. године.
| Група             | 2000.         | 2010.         |
| Белци             | 2.015 (54,4%) | 1.723 (52,1%) |
| Афроамериканци    | 9 (0,2%)      | 29 (0,9%)     |
| Азијати           | 11 (0,3%)     | 35 (1,1%)     |
| Хиспаноамериканци | 1.392 (37,6%) | 1.266 (38,3%) |
| Укупно            | 3.705         | 3.304         |